# Carlo Romeo
Carlo Romeo (Bolzano, 1962) è uno storico e docente italiano.
Si è laureato in lettere ad indirizzo storia contemporanea all'Università Cattolica del Sacro Cuore.
Si è occupato soprattutto di storia moderna e contemporanea dell'Alto Adige; è autore di numerose pubblicazioni sull'argomento, molte delle quali tradotte anche in lingua tedesca.
Insegnante al Liceo Classico e Linguistico "Giosuè Carducci" di Bolzano, è anche autore di testi didattici e di critica letteraria.
È redattore delle riviste Il Cristallo e Geschichte und Region/Storia e regione.